# Hans Fiedler
Hans Fiedler (14 de Outubro de 1914 - 31 de Julho de 1944) foi um comandante de U-Boot que serviu na Kriegsmarine durante a Segunda Guerra Mundial.
Comandou 4 U-Boots, entretanto não afundou nenhuma embarcação inimiga. Realizou cinco patrulhas de guerra, totalizando 129 dias ao mar. Faleceu após o U-333 que comandava ter sido afundado por cargas de profundidade lançadas dos HMS Starling e HMS Loch Killin, causando a morte de todos os 45 tripulantes.

## Carreira

### Patentes
| Offiziersanwärter    | 3 de abril de 1936    |
| Fähnrich zur See     | 1 de maio de 1937     |
| Oberfähnrich zur See | 1 de julho de 1938    |
| Leutnant zur See     | 1 de outubro de 1938  |
| Oberleutnant zur See | 1 de outubro de 1940  |
| Kapitänleutnant      | 1 de setembro de 1943 |

### Condecorações
| Cruz de Ferro 2ª Classe         | 31 de julho de 1941   |
| Badge de Guerra dos U-Boot 1939 | outubro de 1941       |
| Badge de Guerra Fleet           | 28 de outubro de 1941 |
| Cruz de Ferro 1ª Classe         | 1942                  |

### Patrulhas
|       | Comando               | Partida  | Partida                | Chegada  | Chegada | Dias     |
| ----- | --------------------- | -------- | ---------------------- | -------- | ------- | -------- |
| U-564 | 27 de outubro de 1942 | Brest    | 30 de dezembro de 1942 | Brest    | 65 dias |          |
| U-564 | 11 de março de 1943   | Brest    | 15 de abril de 1943    | Bordeaux | 36 dias |          |
| U-564 | 15 de maio de 1943    | Bordeaux | 17 de Mio de 1943      | Bordeaux | 3 dias  |          |
| U-564 | 31 de maio de 1943    | Bordeaux | 3 de junho de 1943     | Bordeaux | 4 dias  |          |
| U-564 | 9 de junho de 1943    | Bordeaux | 14 de junho de 1943    | Afundado | 6 dias  |          |
| U-998 | 12 de junho de 1944   | Kiel     | 17 de junho de 1944    | Bergen   | 6 dias  |          |
| U-333 | 23 de julho de 1944   | Lorient  | 31 de julho de 1944    | Afundado | 9 dias  |          |
| Total | Total                 | Total    | Total                  | Total    | Total   | 129 dias |